# Anthoceros gasangorii
Anthoceros gasangorii là một loài rêu trong họ Anthocerotaceae. Loài này được Gola mô tả khoa học đầu tiên năm 1914.